# Alfred Wäger
Pour les articles homonymes, voir Wäger.
Alfred Wäger ou Alfred Waeger (17 août 1883 à Bamberg - 9 juillet 1956 à Baden-Baden) est un General der Infanterie allemand qui a servi au sein de la Heer dans la Wehrmacht pendant la Seconde Guerre mondiale.

## Biographie
Alfred Wäger commence sa carrière militaire le 15 juillet 1901 comme Fahnenjunker. Le 9 mars 1903, il est assigné au 19e régiment d'infanterie royal bavarois (de)
À l'aube de la Seconde Guerre mondiale, le 15 octobre 1935, il reçoit le commandement de la 10. Infanterie-Division jusqu'au 1er mars 1938. À cette date, il prend le commandement du Generalkommando der Grenztruppen Oberrhein qui devient plus tard le 1er septembre 1939 le XXV. Armeekorps. Puis du 6 novembre 1939 au 23 décembre 1941, il est le commandant du XXVII. Armeekorps.
Le 31 mai, Wäger accorde au général Molinié un défilé des troupes françaises, saluant leur bravoure. Si certaines rumeurs affirment que Wäger fut limogé le lendemain par Hitler en raison du temps perdu à cause du défilé, la réalité semble toute autre. Il dirige le XXVII. Armeekorps jusqu'au 23 décembre 1941, puis le XXXIV. Armeekorps  jusqu'à janvier 1942. Après quoi, il est passé dans la réserve puis démobilisé en août sans qu'aucun lien direct ne puisse être fait avec défilé du 1er juin 1940.
Promotions
| Fahnenjunker           | 15 juillet 1901   |
| Leutnant               | 9 mars 1903       |
| Oberleutnant           |                   |
| Hauptmann              |                   |
| Major                  |                   |
| Oberstleutnant         | 1er février 1929  |
| Oberst                 | 1er octobre 1931  |
| Generalmajor           | 1er avril 1934    |
| Generalleutnant        | 1er mars 1936     |
| General der Infanterie | 1er novembre 1938 |

## Décorations
- Croix de fer (1914)
  - 2e Classe
  - 1re Classe
- Croix d'honneur pour combattants 14-18
- Médaille de service de la Wehrmacht